# Журчалка рыжеволосая
Журчалка рыжеволосая (лат. Eumerus rufipilus) — редкий вид мух-журчалок (Syrphidae) из рода корнеедки (Eumerus). Включён в Красную книгу Узбекистана. Вид был описан в 1969 году советским диптерологом Людмилой Владимировной Пэк (Институт биологии АН Киргизской ССР, Фрунзе).

## Распространение
Средняя Азия: Киргизия, Узбекистан (Хаят, хребет Нуратау).

## Описание
Мелкие мухи-журчалки с округлым брюшком и желтоватыми отметинами на теле.
Населяет щебнистые и мелкоземистые горные склоны в зоне сухих разнотравных степей. Лёт имаго отмечается в июне. Взрослые мухи питаются на цветках зонтичных (Apiaceae), личинки развиваются в растениях из семейства лилейные (Liliaceae). Известны единичные особи. Лимитирующие факторы: вырубка древесно-кустарниковой растительности, исчезновение мест обитания вида. 